# Balta crassivenosa
Balta crassivenosa (лат.) — вид тараканов из семейства Ectobiidae (по другим данным — Blattellidae), эндемик небольшого острова Силуэт в Сейшельском архипелаге. МСОП присвоил таксону охранный статус «Виды, находящиеся на грани полного исчезновения» (CR), в качестве основной угрозы популяции называют ввоз на остров инвазивных видов и болезней. Возможно, вид уже вымер.

## Описание
Длина тела самки 11,5 мм. На темени широкая тёмно-коричневая полоса. Между усиками располагается крупное коричневое пятно. Переднеспинка с коричневым рисунком. Надкрылья и крылья полностью развиты. Передний край и углы надкрыльев бледные, внутренние жилки тёмно-коричневые. Крылья затемнённые. Верх брюшка желтовато-коричневый, по краю затемнён. Нижняя сторона брюшка сероватая. Церки чёрные. Самцы не известны.